# Time (album TVXQ)
TIME – szósty japoński album studyjny południowokoreańskiej grupy TVXQ, wydany 6 marca 2013 roku przez Avex Trax. Ukazał się w czterech edycjach: CD, dwóch CD+DVD (Type A i Type B) oraz „Bigeast”. Album osiągnął 1 pozycję w rankingu Oricon i pozostał na liście przez 25 tygodni, sprzedał się w nakładzie ponad 298 389 egzemplarzy w Japonii.
Album zdobył status platynowej płyty.

## Lista utworów
| CD  | CD                                                                  | CD             | CD                                                                    | CD                                                            | CD      |
| Nr  | Tytuł utworu                                                        | Tekst          | Kompozycja                                                            | Aranżacja                                                     | Długość |
| --- | ------------------------------------------------------------------- | -------------- | --------------------------------------------------------------------- | ------------------------------------------------------------- | ------- |
| 1.  | „Fated”                                                             | H.U.B.         | Paul Drew, Greig Watts, Pete Barringer, Chris Wortley                 | Paul Drew, Greig Watts                                        | 5:27    |
| 2.  | „Catch Me -If you wanna-”                                           | H.U.B.         | Yoo Young-jin                                                         | Yoo Young-jin                                                 | 4:37    |
| 3.  | „Aitakute aitakute tamaranai” (jap. 逢いたくて逢いたくてたまらない) | Shinjirō Inoue | Shinjirō Inoue                                                        | Shinjirō Inoue                                                | 4:12    |
| 4.  | „One More Thing”                                                    | H.U.B.         | her0ism, SHIROSE from WHITE JAM, SHIMADA from WHITE JAM BEATZ         | her0ism, SHIROSE from WHITE JAM, SHIMADA from WHITE JAM BEATZ | 3:54    |
| 5.  | „STILL”                                                             | Shinjirō Inoue | Shinjirō Inoue                                                        | Shinjirō Inoue                                                | 4:31    |
| 6.  | „I Know”                                                            | Shinjirō Inoue | T-SK, TESUNG Kim, Andrew Choi                                         | T-SK, TESUNG Kim, Andrew Choi                                 | 4:25    |
| 7.  | „Y3K”                                                               | H.U.B.         | Mattias Lindblom, Anders Wollbeck ,Herbie Crichlow, Martin Mulholland | Anders Wollbeck, Mattias Lindblom                             | 4:09    |
| 8.  | „BLINK”                                                             | H.U.B.         | Johan Gustafson, Fredrik Haggstam, Sebastian Lundberg, Andrew Jackson | Johan Gustafson, Fredrik Haggstam                             | 3:50    |
| 9.  | „Humanoids”                                                         | H.U.B.         | Thomas Troelsen, Donaldn“hAZEL”nSales                                 | Thomas Troelsen, Donaldn“hAZEL”nSales                         | 3:30    |
| 10. | „ANDROID”                                                           | H.U.B.         | Anders Grahn, Grace Tither, Emil Carlin                               | Anders Grahn, Grace Tither, Emil Carlin                       | 4:20    |
| 11. | „One and Only One”                                                  | Shinjirō Inoue | Peter Kvint, Jonas Myrin                                              | Shinjirō Inoue, Peter Kvint, Jonas Myrin                      | 3:37    |
| 12. | „In Our Time”                                                       | Shinjirō Inoue | Shinjirō Inoue                                                        | Shinjirō Inoue                                                | 6:03    |
| 13. | „Rat Tat Tat” (CD Only)                                             | H.U.B.         | Adam Nierow, Peter Habib, Ryan Malone, Garrick “Smitty” Smith         | Shinjirō Inoue, Ryan Malone                                   | 3:17    |
| 14. | „Winter Rose” (CD Only)                                             | Gorō Matsui    | Erik Lidbom, Jeff Miyahara                                            | Erik Lidbom                                                   | 4:45    |

| DVD (wersja A) | DVD (wersja A) | DVD (wersja A) |
| Nr             | Tytuł utworu | Długość        |
| -------------- | --- | -------------- |
| 1.             | „Winter Rose” (Music Video) |                |
| 2.             | „STILL” (Music Video) |                |
| 3.             | „ANDROID” (Music Video) |                |
| 4.             | „Catch Me -If you wanna-” (Music Video)                                                                                         |                |
| 5.             | „I Know” (Music Video) |                |
| 6.             | „Humanoids” (Music Video) |                |
| 7.             | „In Our Time” (Music Video) |                |
| 8.             | „Shiawase-iro no hana (LIVE TOUR 2012～TONE～ Documentary Film)” (jap. シアワセ色の花(LIVE TOUR 2012～TONE～ Documentary Film)) |                |
| 9.             | „ANDROID” (Dance Version) |                |
| 10.            | „Catch Me -If you wanna-” (Dance Version)                                                                                       |                |
| 11.            | „Humanoids” (Dance Version) |                |
| 12.            | „Catch Me -If you wanna-” (Lip Only Version) (First Press only)                                                                 |                |

| DVD (wersja B) | DVD (wersja B)                                           | DVD (wersja B) |
| Nr             | Tytuł utworu                                             | Długość        |
| -------------- | -------------------------------------------------------- | -------------- |
| 1.             | „MAXIMUM” (a-nation 2012 stadium fes)                    |                |
| 2.             | „Why? (Keep Your Head Down)” (a-nation 2012 stadium fes) |                |
| 3.             | „Somebody To Love” (a-nation 2012 stadium fes)           |                |
| 4.             | „I Don't Know” (2011.11.3@東京国際フォーラム Digest)     |                |
| 5.             | „B.U.T (BE-AU-TY)” (2011.11.3@東京国際フォーラム Digest) |                |
| 6.             | „I Know” (Off Shot Movie)                                |                |
| 7.             | „Humanoids” (Off Shot Movie)                             |                |
| 8.             | „Album Jacket satsuei” (Off Shot Movie)                  |                |

## Notowania
| Lista                      | Pozycja |
| -------------------------- | ------- |
| Oricon Weekly Albums Chart | 1       |
| Oricon Yearly Albums Chart | 10      |